# 두서
두서(杜恕, 198년 ~ 252년)는 중국 삼국 시대 조위의 관료로, 자는 무백(務伯)이며 경조윤 두릉현(杜陵縣) 사람이다.

## 행적
두기(杜畿)의 아들이다.
부친 사후 부친의 작위인 풍락정후(豊樂亭侯)를 물려받았으며, 유주자사(幽州刺史) · 건위장군(建威將軍)에 임명되었다. 태화(太和) 연간에는 산기황문시랑(散騎黃門侍郞)이 되었다.
평소 꾸밈이 없고 강직하며 정론을 펼쳤기 때문에, 시중(侍中) 신비(辛毗)등이 높이 평가하였다. 그러나 지방에 있을 때에는 부친처럼 뛰어난 능력을 보여주지 못하였으며, 중앙에서는 그 성격으로 인하여 주변 사람들과 잘 어울리지 못하였다.
가평(嘉平) 원년(249년), 정북장군(征北將軍) 정희(程喜)의 탄핵을 받아 평민으로 강등되었다. 유배지에서 《체론(體論)》·《흥성론(興性論)》을 저술하였고, 가평 4년(252년)에 숨을 거두었다.

## 저술
- 《체론》 : 당대에 망실되었고, 청대에 엄하균이 《군서치요》 등에 남은 문장을 모아 집본으로 만들었다.
- 《흥성론》
- 《독론》 : 《수서》 경적지에는 오히려 흥성론이 빠지고 이 책의 찬자가 두서로 나오는데, 엄하균의 설명은 다음과 같다. 독론은 동진 때 편찬되었으며, 첫 부분은 《흥성론》이고 맨 마지막은 《두씨신서》다. 맨 앞에 있는 흥성론의 저자가 두서이므로 수서 경적지에서 책 전체의 찬자를 두서로 지목한 것이다.[2]

## 친척 관계

### 관련 인물
두기, 두연년, 두예